# Kremvax
kremvax（クレムバックス、発音: [krem-vaks]）は、1984年4月1日、当時ソ連の最高指導者であったチェルネンコの名前でUsenetに投稿された記事の発信元となったサイトの名称である。東西冷戦下、西側との情報交流に制約のあったソ連がネットへの接続を開始したのか?!  と話題になったが、実際にはこの記事はオランダからエイプリルフールのいたずらとして投稿されたものであった。事件はネットを対象にしたエイプリルフールとしては最初期のものとして知られている。

## 事件
1984年4月1日、Usenetのニュースグループにソ連の最高指導者、チェルネンコを名乗る人物が記事を投稿し、ソ連は欧米との開かれた議論の場を設けることを目的として、Usenetへの接続を開始した、と明らかにした。発信元はkremvaxとなっていた。当時DECのベストセラー機であるミニコンピュータVAXをUsenetに接続する際に○○vaxと名付けられることが多く、この名称はクレムリン(kremlin)のVAX機の意味であると容易に類推されるものであった。記事にはkgbvax（KGBはソ連国家保安委員会の略）やmoskvax（moskvaはМосква́のラテン文字転写）といった名もあり、ほかの技術的特徴もソ連からの接続を示唆するものであった。
この時期は東西冷戦下にあり、両陣営間の情報交流は制約されていた。またアメリカはソ連向けの高度技術の輸出を禁止しており、1983年末にはVAX機のソ連向け迂回輸出が何度も摘発されていた。こうした情勢の中で「ソ連からのUsenetへの投稿」は、非常な驚きをもって受け止められ、大きな反響を巻き起こした。一説によれば、アメリカ国防総省も対策を真剣に協議し、アメリカ側のネットワーク関係者にはヨーロッパとの接続を切断するよう圧力がかかったとも言われるが、真相は明らかではない。一方でこの件を最初から冗談として捉え、その上でこの冗談を楽しむ姿勢を示す者も多かった。
実際には、記事はオランダの技術者ピート・ベールテマ(Piet Beertema)が投稿したものであった。ベールテマはヨーロッパのインターネット草創期において中心的な役割を果たした人物で、事件当時はアムステルダムの研究所に勤め、管理者としてネットワーク構築の任に当たっていた。ベールテマは偽装された発信元が表示されるようにした上で記事を投稿し、さらに読者がチェルネンコに宛てて返信すると自分に届くよう設定に細工を加えた。しかし記事の投稿後、ニュースグループに記事への反響が多数寄せられるようになると、当時の高価で低速な回線でこのようなやり取りを配信することを問題視する声も高まった。ベールテマ自身も、続々と届くチェルネンコ宛てのメールに飽きてきていた。4月15日、ベールテマは自分がチェルネンコを名乗る記事の投稿者であることを告白する記事を投稿し、事件は終息した。

## 影響
その後Usenetのいたずら投稿は珍しいものではなくなり、1988年にはセキュリティの専門家のジーン・スパフォード(Gene Spafford)が「Warning: April Fools Time again」（警告: エイプリルフール到来）と題し、Usenetに投稿される怪情報に対し注意を喚起する記事を投稿した。記事においてスパフォードは「kremvaxやmoscvax（ママ）といった、ありもしないロシアのコンピューターから流れてくるメッセージには注意するように」と書き、1984年の事件でも使われたサイト名を例として取り上げた。しかしスパフォードの記事が投稿されたのは4月1日であったことに加え、この記事自身がmoscvaxを名乗るサイトを経由して配信されており、この記事自体が怪情報の好例となっていた。
一方でこのいたずらの直後、1980年代後半の5年間で冷戦は急速に終結に向かい、1990年にはソ連向けトップレベルドメイン「.su」が新設され、現実にソ連のUsenet接続が実現した。その際に実務にあたったワジム・アントノフは以上の経緯を熟知しており、「今度は嘘ではない」と何度も説明した一方、ゲートウェイコンピュータにkremvaxと過去のいたずらにちなんだ名を付けるなどした。その直後である1991年8月に、後のソビエト連邦の崩壊へ向かう序曲となったソ連8月クーデターが発生したわけだが、モスクワ放送などがクーデター側に掌握され一方的な情報が発信される中で、Usenetは掌握されていない情報発信手段として、kremvaxは本当に西側との重要な窓として機能することとなった。